# Stan Bartholomeeussen
Stan Bartholomeeussen (Zoersel, 13 januari 1949) is een Belgische voormalig politicus voor de lokale lijst De DorpsVernieuwing en vervolgens de VLD / Open Vld. Hij was burgemeester van Zoersel.

## Levensloop
Bartholomeeussen werd politiek actief in de aanloop van de gemeenteraadsverkiezingen van 1982 voor de lokale kieslijst De DorpsVernieuwing (DVV). Hij werd verkozen en onmiddellijk aangesteld als schepen, een mandaat dat hij zou uitoefenen tot de lokale verkiezingen van 1988 toen hij gemandateerd werd als burgemeester. In die functie volgde hij Gerard Laureyssens (VU) op. In 1995 werd Bartholomeeussen opgevolgd als burgemeester door Katrien Schryvers (CVP). Zelf werd hij opnieuw schepen. Dit mandaat oefende hij uit tot de gemeenteraadsverkiezingen van 2000. Bij die verkiezingen was hij geen kandidaat.
In 2003 kondigde Bartholomeeussen aan over te stappen naar de VLD. Bij de gemeenteraadsverkiezingen van 2006 was hij lijsttrekker voor deze partij. Hij werd verkozen, maar belandde in de oppositie. Hij bleef politiek actief als gemeenteraadslid tot september 2016. Toen werd hij voorzitter van Plan België.